# 淞発路駅
座標: 北緯31度20分40秒 東経121度30分1秒 / 北緯31.34444度 東経121.50028度
淞発路駅（しょうはつろえき）は中華人民共和国上海市宝山区に位置する上海軌道交通3号線の駅。

## 駅構造
- 相対式ホーム2面2線を有する高架駅。

## 歴史
- 2006年12月18日 - 開業。

## 隣の駅
上海軌道交通
■3号線
長江南路駅 - 淞発路駅 - 張華浜駅